# Michael William Balfe
Michael William Balfe (Dublino, 15 maggio 1808 – Ware, 20 ottobre 1870) è stato un compositore, baritono e direttore d'orchestra irlandese, rimasto famoso soprattutto come autore dell'opera The Bohemian Girl.

## Biografia

### Primi anni
Figlio di un maestro di ballo, dal quale ricevette anche i primi insegnamenti musicali, Balfe, tra il 1814 e il 1815, iniziò a suonare il violino per le classi di danza del padre e, all'età di sette anni, compose la sua prima polacca. Alla morte del genitore nel 1823, l'adolescente Balfe si spostò a Londra dove fu ingaggiato come violinista nell'orchestra del Drury Lane della quale alla fine assunse un ruolo di guida e si esibì anche saltuariamente come direttore.

### Carriera come cantante
Contemporaneamente, Balfe, che aveva un'aggraziata voce di baritono, iniziò ad esibirsi anche come cantante lirico nei teatri di provincia, debuttando senza molta fortuna a Norwich ne Il franco cacciatore di Weber. Nel 1825 si trasferì a Roma dove studiò irregolarmente con Paër e poi a Milano dove approfondì i suoi studi di canto con il grande basso rossiniano Filippo Galli. In Italia scrisse il suo primo componimento drammatico, il balletto La Perouse. Balfe fu quindi scritturato per tre anni da Rossini al Théâtre des Italiens a Parigi dove debuttò, alla fine del 1827, come Figaro nel Barbiere di Siviglia.
Balfe ritornò però presto in Italia dove, nei seguenti nove anni, cantò in molti teatri ed iniziò anche la composizione di opere liriche. Durante questo periodo sposò Luisa Roser, una cantante ungherese che aveva conosciuto a Bergamo da cui ebbe Vittoria (1837-1871) che fu una cantante lirica sposata in prime nozze con il baronetto inglese John Fiennes Twistleton Crampton e in seconde nozze il nobile spagnolo José Maria Bernardino Fernández de Velasco y Jaspe (1836-1888), XV duca di Frías e grande di Spagna da cui ebbe tre figli.

### Carriera come compositore

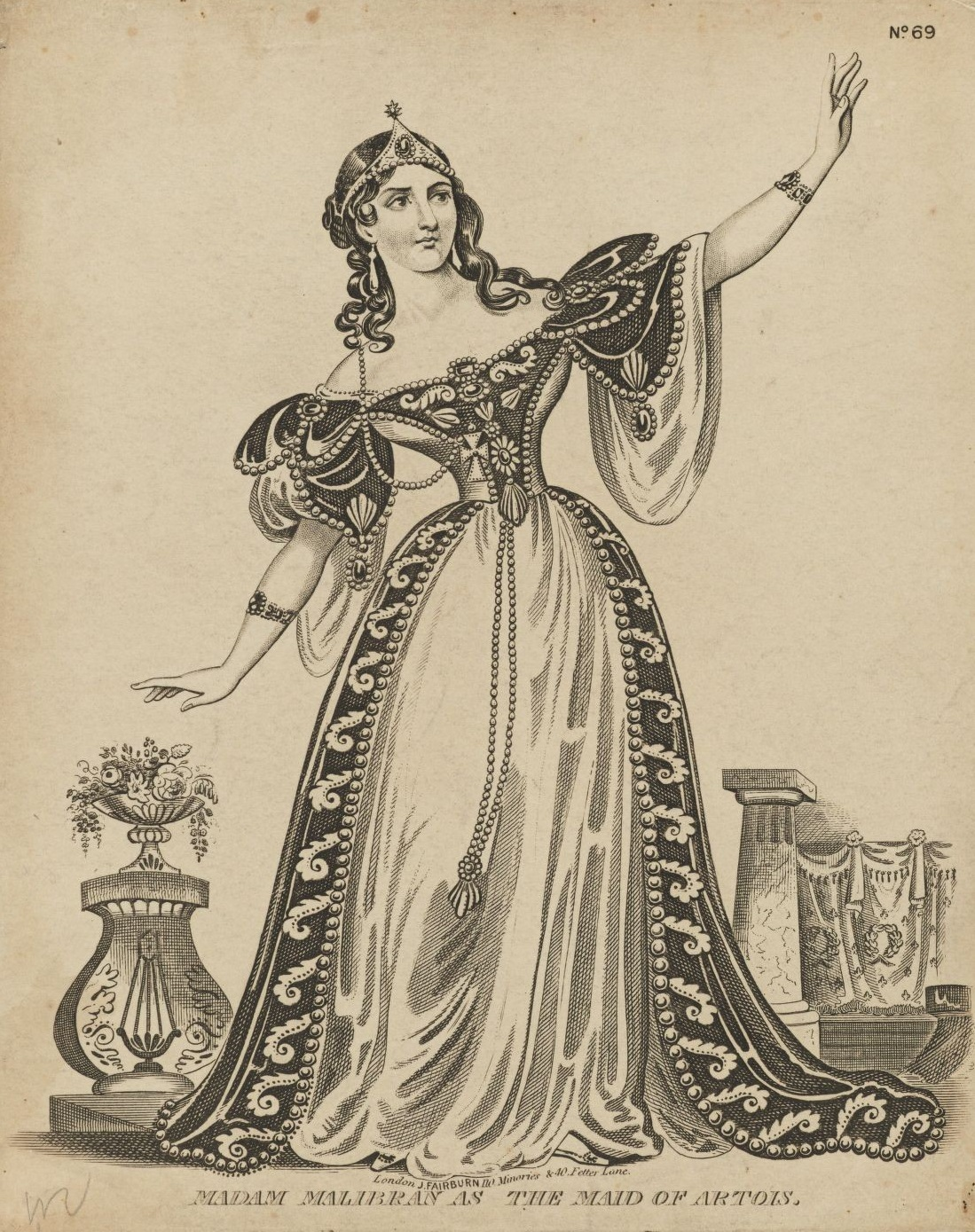
Maria Malibran, The Maid of Artois

Balfe tornò a Londra nel 1833 ed intensificò l'attività di compositore iniziata in Italia, pur continuando anche la propria carriera di cantante (nel 1838 fu il primo Papageno inglese). Nel 1836, incoraggiato dal successo del precedente Siege of Rochelle, al Drury Lane, egli diede alle scene, l'opera The Maid of Artois, il cui successo fu garantito dalla partecipazione di una stella di prima grandezza come Maria Malibran.
Dal 1846 al 1852 Balfe ricevette l'incarico di primo direttore per l'opera italiana all'His Majesty's Theatre [Italian Opera House (1837-1847)], ma continuò a viaggiare per tutta l'Europa curando la rappresentazione dei suoi lavori. In effetti, egli si rivelò un compositore davvero prolifico.
In tutto, Balfe compose almeno 29 opere. Scrisse anche diverse cantate (tra cui Mazeppa nel 1862) e una sinfonia (1829). L'opera più grande e più famosa già ai suoi tempi e l'unica a non uscire mai completamente dal repertorio della provincia inglese, prima delle sue riprese anche a livello del Covent Garden, è stata The Bohemian Girl, che viene ancora eseguita regolarmente ancora oggi.

### Epilogo
Balfe si ritirò nel 1864 nell'Hertfordshire, dove affittò una tenuta di campagna e morì nella Rowney Abbey di Wire nel 1870. Fu sepolto nel Kensal Green Cemetery a Londra e, nel 1882, gli fu dedicato un medaglione ricordo nell'Abbazia di Westminster, fra i grandi britannici.
Balfe, che può senz'altro essere considerato come il secondo compositore di lingua inglese dell'800 dopo Sullivan, si adoperò per risollevare il livello della produzione operistica britannica, superando il pastiche ed anche, parzialmente, la forma mista parlato/cantato usuale nei teatri inglesi. A un certo rossinismo di base, la sua musica, elegante e misurata, scorrevole e melodica, aggiunse poi il richiamo, progressivamente sempre più marcato, all'opéra-comique francese.

## Elenco delle opere
- I rivali di sé stessi (Palermo, 1829)
- Un avvertimento ai gelosi (Pavia, 1831)
- Enrico IV al passo della Marna (Milano, 1833)
- The Siege of Rochelle (Londra, 1835)
- The Maid of Artois (Londra, 1836)
- Catherine Grey (1837)
- Joan of Arc (1837)
- Falstaff (Londra, 1838)
- Amelia, or the Love Test (1838)
- Keolanthe (1841)
- Geraldine (1843)
- The Bohemian Girl (1844)
- The Daughter of St. Mark (1844)
- Pittore e duca (1844)[2]
- The Enchantress (1845)
- The Bondman (1846)
- The Devil's in it (1847)
- The Maid of Honour (1847)
- The Sicilian Bride (1852)
- The Rose of Castile (1857)
- Satanella (1858)
- Bianca (1860)
- The Puritan's Daughter (1861)
- The Armourer of Nantes (1863)
- Blanche de Nevers (1863)
- Il Talismano (completata da Michele Costa e rappresentata postuma a Londra nel 1874)

Balfe scrisse anche tre opere in francese, Les quatre fils Aymon (1844) per l'Opéra Comique e Le puits d'amour (1843) e L'étoile de Seville (1845) per il Théâtre de l'Académie Royale de Musique, nonché una sinfonia (1829), oltre 250 fra lied e arie da concerto e almeno 9 cantate, fra cui l'Inno delle Nazioni (1851), Mazeppa (1862) e The Sleeping Queen (1864).

## Registrazioni
Le registrazioni del lavoro di Balfe comprendono quanto segue:
- Registrazioni su LP (Rare Recorded Editions) di The Siege of Rochelle, The Daughter of St. Mark, The Rose of Castille e Satanella.
- The Bohemian Girl diretta da Richard Bonynge, originariamente pubblicata sull'etichetta Argo nel 1991, è stata ristampata su Decca 473 077-2.
- Deborah Riedel e Richard Bonynge, The Power of Love,[4] Melba Z-MR301082, un CD di arie di Balfe.
- The Maid of Artois,[5] (2005), disponibile su Cameo 2042-3.
- Victorian Opera Northwest, "Balfe Songs and Arias",[6] CD, WRW 204-2.
- CD Opera Rara:[7] ORR 239 include la cantata di Balfe Sempre pensoso e torbido e ORR 277 include il suo brano The Blighted flower.
- Opera Ireland (2008) concerto dal vivo del Falstaff di Balfe, RTÉ Concert Orchestra e National Chamber Choir of Ireland, diretto da Marco Zambelli, trasmesso da RTÉ Lyric FM e successivamente pubblicato su CD come RTÉ LyricFM CD119, disponibile su Naxos.[8]
- Una ouverture di Balfe e canzoni (insieme a diversi brani di Sullivan).[9]
- Sonata per violoncello di Balfe, Dutton CDLX 7225[10]
- Satanella, diretta da Richard Bonynge, pubblicato nel 2016 su Naxos 8.660378-79[11]
- Il microsolco Arias from Forgotten Operas registrato nel 1971 per la Decca da Huguette Tourangeau, con la direzione di Richard Bonynge, comprende la scena ed aria "Sventurata Ildegonda... Chiuso nell'armi e splendido",  scritta da Balfe per essere interpolata nell'opera Ildegonda (1837) di Marco Aurelio Marliani.[12]